# Gennagyij Dmitrijevics Kraszilnyikov
Gennagyij Dmitrijevics Kraszilnyikov (udmurtul Геннадий Дмитриевич Красильников) (1928. július 7. – 1975. április 11.) udmurt író, újságíró. 
Az udmurtiai Alnasi járás központjában született 1928-ban. Először a helyi Alnasszkij kolhoznyik nevű lapnál, majd a Szovjetszkaja Udmurtyijá-nál dolgozott újságíróként. 1952 és 1957 között a Gorkij Intézetben tanult.

## Művei
- 1953 – Обыкновенный день
- 1955 – Рассказы
- 1956 – Старий дом
- 1960 – Остаюсь с тобой
- 1961 – Доброе имя
- 1962 – Пустоцвет
- 1964 – Олексан Кабышев
- 1967 – Начало года

## Külső hivatkozások
- Életrajza oroszul